# ホンダ・CBX250
CBX250（シービーエックス250）は、かつて本田技研工業が製造販売したオートバイである。

## 概要
1980年代前半にシリーズ展開されたロードスポーツモデルCBXシリーズの排気量250ccクラスの普通自動二輪車でCBX250RSおよびCBX250Sの2モデルが製造販売された。
しかしレーサーレプリカならびに直列4気筒モデルへの人気集中により販売戦略的には振るわず、いずれも1987年にまで生産中止となった。
上述モデル以外では2001年 - 2008年に海外生産販売されたCBX250Twisterが存在するが、同じく海外生産販売モデルであるCBF250をベースにした派生車種である。

## モデル一覧
本項では日本国内で製造販売されたCBX250RS・CBX250Sについて解説を行う。両モデルとも同社のデュアルパーパスモデル用に開発された空冷4ストローク単気筒エンジンを本シリーズ用にチューニングした上で常時噛合式6段マニュアルトランスミッションを搭載する点は共通するが、それぞれ発売時期・開発理由・コンセプトが異なる。

### CBX250RS

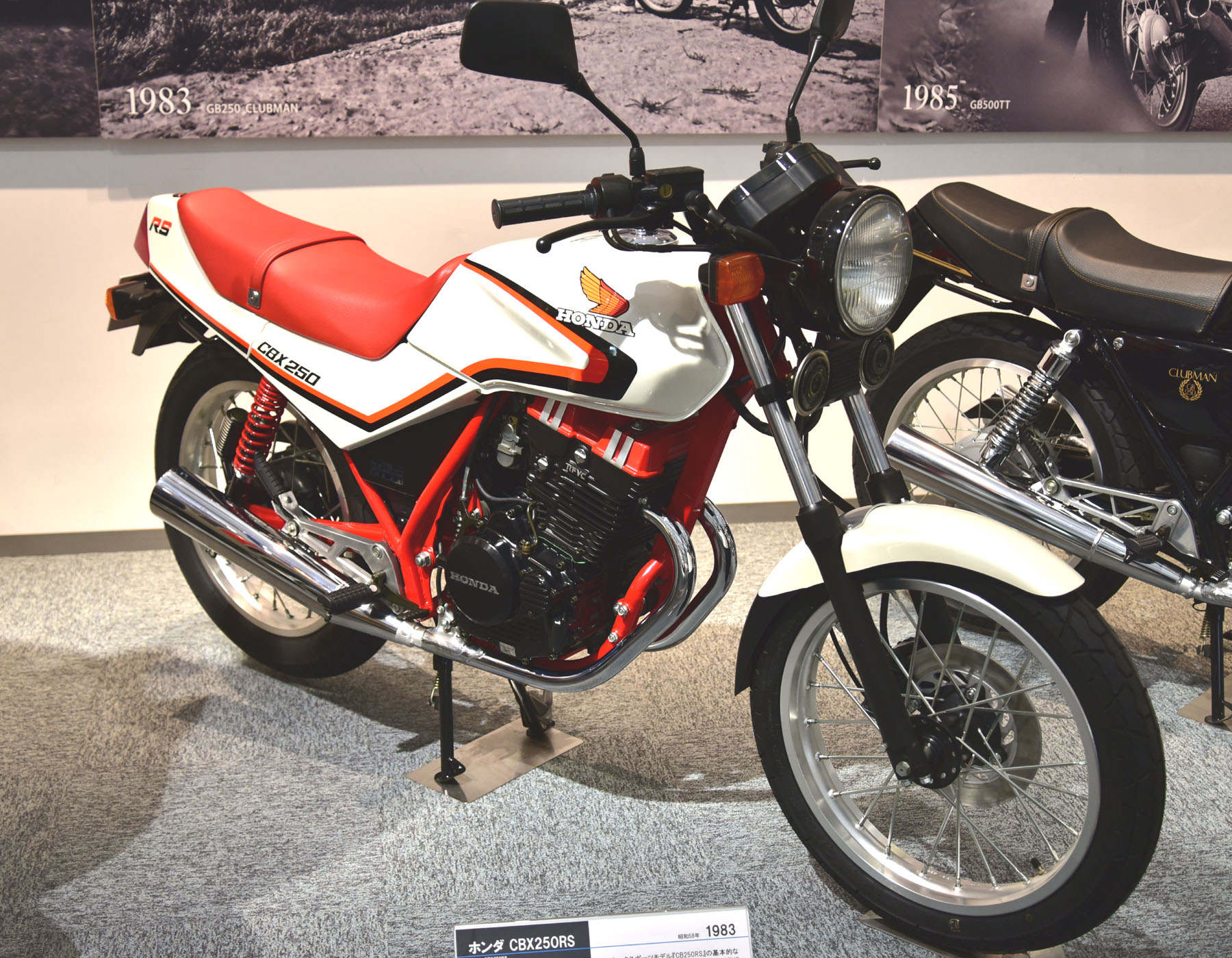
CBX250RS

1983年4月20日発表、同年5月20日発売。型式名MC10。MC02型CB250RSの後継車で、高性能で乗りやすいベーシックスポーツモデルをコンセプトに開発されたネイキッドモデルである。 
搭載されるMC10E型エンジンは、内径x行程：72.0x61.3（mm）とし同時期発売のXLX250R用MD08E型と共通設計化を実施。単気筒エンジンでありながら低速域から高速域までの吸入効率向上と俊敏レスポンス追求から口径26mmのキャブレターを2基連結搭載するデュアルインテーク方式や燃焼効率と吸排気効率を大幅に向上させるためバルブを放射状配置とするRFVCヘッドとされたが、動弁機構のDOHC化ならびに始動方式をセルフ式とした差異がある。
同年12月に販売開始されたGB250クラブマンは型式が同じMC10型とする姉妹車であり、エンジン・フレーム・エアクリーナーボックスなど共通部品も多数あるが、車体番号で分別される。

### CBX250S
1985年2月18日発表、同年3月15日発売。型式名MC12。軽量コンパクト設計をコンセプトに開発されたモデルで、車体もCBX250RSよりひとまわり小さく約15kgの軽量化がされた。
本モデルはCBX125Fの上位機種として設定されフレームおよび車体を強化し、ロケット型ハーフカウルやアルミニウム製ブーメラン型コムスターホイールを装着する。
搭載される内径x行程：75.0x56.5（mm）のMC12E型エンジンは、MD16型XLR250Rに搭載されていたMD16E型RFVCヘッド4バルブSOHCエンジンの始動方式をキックスターターからセルモーターへ変更した上で本モデル用にチューニングを施したものである。

## 諸元
| 車名                 | CBX250RS                       | CBX250S                        |
| 型式                 | MC10                           | MC12                           |
| 全長x全幅x全高（m）  | 2.020x0.745x1.060              | 1.940x0.690x1.120              |
| ホイールベース（m）  | 1.360                          | 1.290                          |
| 最低地上高（m）      | 0.175                          | 0.155                          |
| 最小回転半径（m）    | 2.300                          | 2.200                          |
| シート高（m）        | 0.770                          | 0.760                          |
| 乾燥重量（kg）       | 129                            | 115                            |
| 整備重量（kg）       | 142                            | 125                            |
| 50㎞/h定地走行燃費   | 58km/L                         | 60km/L                         |
| エンジン型式         | MC10E                          | MC12E                          |
| 構造                 | 空冷4ストローク単気筒          | 空冷4ストローク単気筒          |
| 動弁機構             | 4バルブDOHC                    | 4バルブSOHC                    |
| 総排気量             | 249cc                          | 249cc                          |
| 内径x行程（mm）      | 72.0x61.3                      | 75.0x56.5                      |
| 圧縮比               | 10.5                           | 9.8                            |
| 最高出力             | 30ps/9,500rpm                  | 28ps/8,500rpm                  |
| 最大トルク           | 2.4kg-m/8,000rpm               | 2.6kg-m/7,000rpm               |
| 点火方式             | CDI                            | CDI                            |
| キャブレター         | PH02                           | VE07                           |
| 始動方式             | セルフ式                       | セルフ式                       |
| 潤滑方式             | 圧送飛沫併用式ウエットサンプ   | 圧送飛沫併用式ウエットサンプ   |
| 潤滑油容量（L）      | 2.0                            | 1.6                            |
| 燃料タンク容量（L）  | 15                             | 12                             |
| クラッチ             | 湿式多板コイルスプリング       | 湿式多板コイルスプリング       |
| 変速方式             | 左足動式                       | 左足動式                       |
| 変速機               | 常時噛合6段マニュアル          | 常時噛合6段マニュアル          |
| 1速                  | 2.923                          | 2.769                          |
| 2速                  | 2.000                          | 1.722                          |
| 3速                  | 1.550                          | 1.272                          |
| 4速                  | 1.304                          | 1.041                          |
| 5速                  | 1.125                          | 0.884                          |
| 6速                  | 1.000                          | 0.785                          |
| フレーム             | セミダブルクレードル           | セミダブルクレードル           |
| サスペンション（前） | テレスコピック                 | テレスコピック                 |
| サスペンション（後） | スイングアーム                 | スイングアーム                 |
| キャスター           | 27.0°                          | 27.0°                          |
| トレール             | 98.0mm                         | 90.0mm                         |
| タイヤ（前）         | 90/90-18 51S                   | 80/100-16 45P                  |
| タイヤ（後）         | 110/90-18 61S                  | 90/90-18 51P                   |
| ブレーキ（前）       | 油圧式シングルディスク         | 油圧式シングルディスク         |
| ブレーキ（後）       | 機械式リーディングトレーリング | 機械式リーディングトレーリング |
| ホイール             | アルミリム・ワイヤースポーク   | アルミ製コムスター             |
| 標準現金価格         | \368,000                       | \329,000                       |
| 年間販売目標台数     | 18,000                         | 9,000                          |
| -------------------- | ------------------------------ | ------------------------------ |